# Túnel de Escales

## Historia
Los túneles de Escales son en una sucesión de 13 pequeños túneles ubicados al norte de la localidad oscense de Sopeira (España) y en el entorno del embalse hidroeléctrico de Escales (152 hm³). Los 13 túneles fueron construidos en la década de 1950 con el embalse homónimo, que fue inaugurado en 1955. Los trece túneles forman parte de la N-230 (Lérida a Francia por Viella).

## Características
Las longitudes de los 13 túneles son: 
- Escales 1: 22 m
- Escales 2: 17 m
- Escales 3: 26 m
- Escales 4: 42 m
- Escales 5:  30 m
- Escales 6: 50 m
- Escales 7: 28 m
- Escales 8: 40 m
- Escales 9: 88 m
- Escales 10: 64 m
- Escales 11: 45 m
- Escales 12: 72 m
- Escales 13: 154 m

En total de los 13 túneles, 678 metros y todos son túneles carreteros, monotubos con un carril en cada sentido. Presentan problemas de estrecheces.